# سفارة الهند في أذربيجان
سفارة الهند في أذربيجان هي أرفع تمثيل دبلوماسي لدولة الهند لدى أذربيجان. تقع السفارة في باكو وهي تهدف لتعزيز المصالح الهندية في أذربيجان.

## وصلات خارجية
- قائمة سفارات الهند
- قائمة السفارات في أذربيجان